# St. Mirren Football Club 2011-2012
Questa voce raccoglie le informazioni riguardanti il St. Mirren Football Club nelle competizioni ufficiali della stagione 2011-2012.

## Rosa
| N. |                        | Ruolo | Calciatore             |
| -- | ---------------------- | ----- | ---------------------- |
| 1  | Scozia (bandiera)      | P     | Craig Samson           |
| 2  | Irlanda (bandiera)     | D     | David van Zanten       |
| 3  | Scozia (bandiera)      | D     | David Barron           |
| 4  | Scozia (bandiera)      | D     | Darren McGregor        |
| 5  | Scozia (bandiera)      | D     | Lee Mair               |
| 6  | Irlanda (bandiera)     | C     | Jim Goodwin            |
| 7  | Scozia (bandiera)      | C     | Hugh Murray            |
| 8  | Scozia (bandiera)      | C     | Steven Thomson         |
| 9  | Scozia (bandiera)      | A     | Steven Howard Thompson |
| 10 | Scozia (bandiera)      | A     | Paul McGowan           |
| 11 | Paesi Bassi (bandiera) | A     | Nigel Hasselbaink      |
| 12 | Scozia (bandiera)      | P     | Graeme Smith           |

| N. |                        | Ruolo | Calciatore       |
| -- | ---------------------- | ----- | ---------------- |
| 13 | Scozia (bandiera)      | C     | Joe McKee        |
| 14 | Scozia (bandiera)      | D     | Marc McAusland   |
| 15 | Australia (bandiera)   | C     | Aaron Mooy       |
| 17 | Scozia (bandiera)      | C     | Kenny McLean     |
| 19 | Scozia (bandiera)      | A     | Jon McShane      |
| 21 | Scozia (bandiera)      | C     | Gary Teale       |
| 22 | Paesi Bassi (bandiera) | D     | Jeroen Tesselaar |
| 23 | Irlanda (bandiera)     | C     | Graham Carey     |
| 24 | Paesi Bassi (bandiera) | D     | Ilias Haddad     |
| 32 | Scozia (bandiera)      | C     | Mark Lamont      |
| 37 | Scozia (bandiera)      | D     | Jason Naismith   |